# Cameron County (Texas)
Das Cameron County ist ein County im US-Bundesstaat Texas. Gelegen zwischen dem Golf von Mexiko und der Mündung des Rio Grande ist es das südlichste County von Texas. Das U.S. Census Bureau hat bei der Volkszählung 2020 eine Einwohnerzahl von 421.017 ermittelt. Der Sitz der County-Verwaltung (County Seat) befindet sich in Brownsville. Das County wird vom Office of Management and Budget zu statistischen Zwecken als Brownsville–Harlingen, TX Metropolitan Statistical Area geführt.

## Geografie

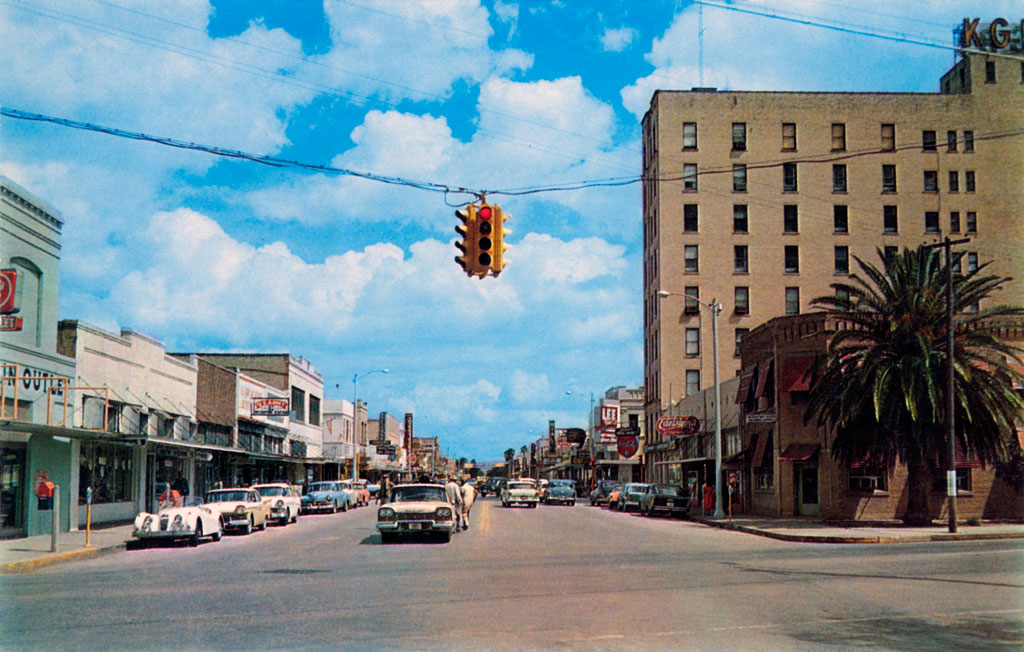
Zentrum von Harlingen (1957)

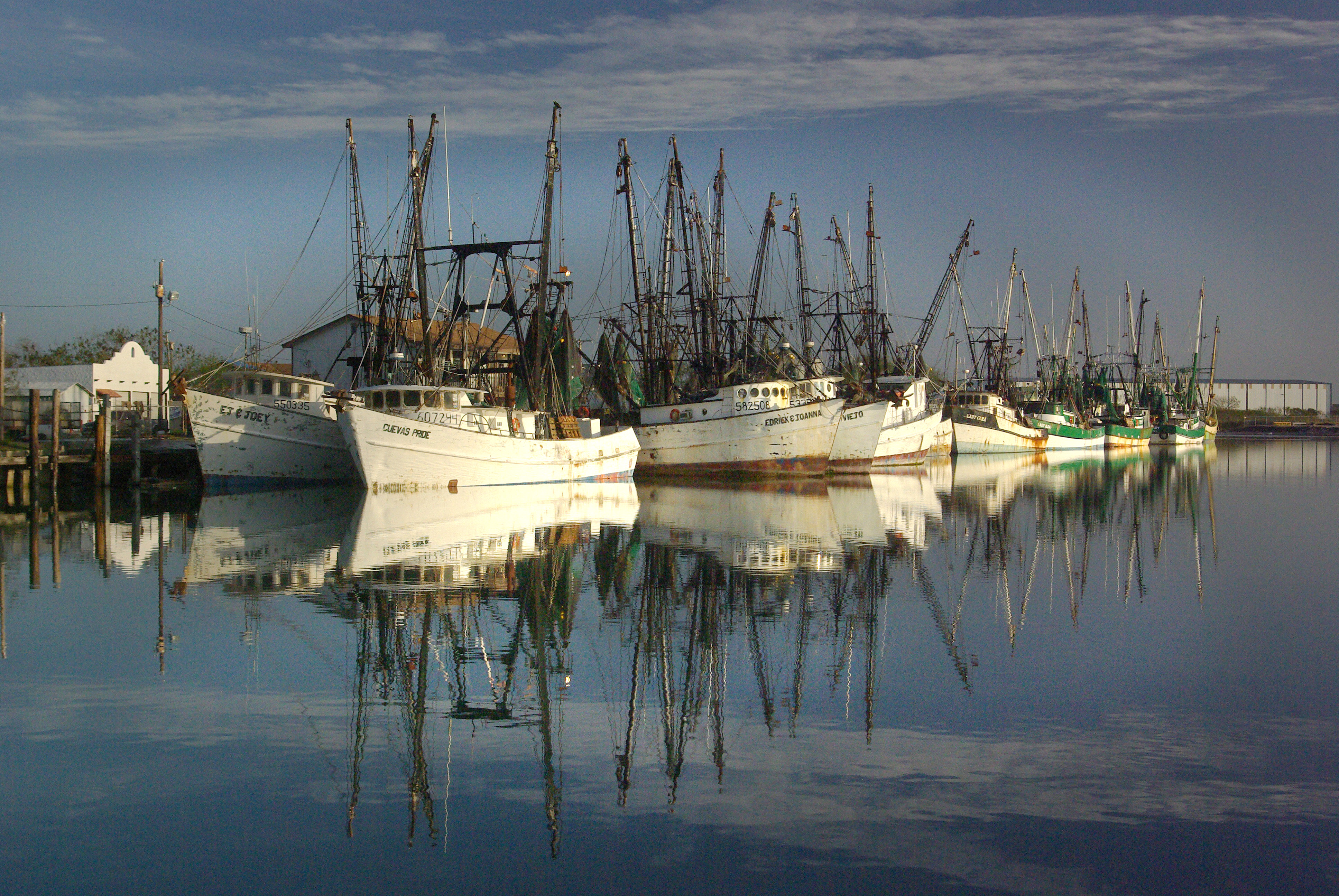
Hafen von Port Isabel

Das County liegt im äußersten Süden von Texas, grenzt im Süden an Mexiko und im Osten an den Golf von Mexiko. Es hat eine Fläche von 3306 Quadratkilometern, wovon 960 Quadratkilometer Wasserfläche sind. Im Norden grenzt es entgegen dem Uhrzeigersinn an die texanischen Countys Willacy County und Hidalgo County, im Süden an Mexiko und im Osten an den Golf von Mexiko. Landschaftlich ist es Teil der Region von Südtexas. Wichtigste Landschaftsfaktoren sind der südliche Begrenzungsfluss Rio Grande, der östlich von Brownsville in den Golf von Mexiko mündet, und die Golfküste selbst. Der Küste vorgelagert ist die Barriereinsel Padre Island, so dass sich der eigentliche Küstenbereich innerhalb einer Lagune befindet. Die Böden im nahen Küstenbereich sind sandig und salzig mit Lehmzusätzen, die weiter landeinwärts gelegenen tonfarben-lehmig. Die Landschaft ist größtenteils flach: leichte Erhebungen finden sich lediglich im westlichen, landeinwärts gelegenen Teil. Die Vegetation im östlichen Bereich ist von Küstensalinen-Prärie bestimmt, die weiter landeinwärts gelegene von der durchwachseneren Vegetation des Lower Rio Grande Valley.
Die beiden wichtigsten Zentren des Countys sind die direkt an der mexikanischen Grenze gelegene Metropole Brownsville (175.000 Einwohner) sowie das nordwestlich gelegene Harlingen (65.000 Einwohner). Weitere Städte sind La Feria, Los Fresnos, Palm Valley, Port Isabel, Rio Hondo und San Benito, Ortschaften mit eigener Gemeindeverwaltung (Towns) Bayview, Combes, Indian Lake, Laguna Vista, Los Indios, Primera, Rancho Viejo, Santa Rosa sowie South Padre Island. Hinzu kommen rund zwei Dutzend rein zu Verwaltungszwecken zusammengefasste Gemeindungen. Besiedlungszentren sind die beiden Ballungsräume Brownsville und Harlingen. Das Gros der Citys und Towns liegt nördlich von Brownsville oder aber entlang der US-281 im Tal des Rio Grande. Der US Highway 281 ist eine der wichtigsten überregionalen Verbindungsstrecken. Darüber hinaus besteht Anschluss an den US Highway 83, die Texas State Highways 4, 48, 100, 107 und 345 sowie die Interstate 69.
Das Wetter in der Region ist subtropisch-warm. Die monatlichen Durchschnittstemperaturen bewegen sich zwischen 15 °C im Winter und knapp 30 °C in den Sommermonaten Juli und August. Die Wassertemperatur ist konstant über 20 °C; die Niederschlagsmengen variieren zwischen unter 40 mm im Winter- und teils über 70 mm im Sommerhalbjahr. Regenreichster Monat ist der September. Die Anzahl der Regentage schwankt zwischen 2 und 6 und erreicht im September ihr Maximum mit durchschnittlich 8. Die Temperaturen und Niederschlagsmengen für den an der Grenze zu Mexiko gelegenen Verwaltungssitz Brownsville gestalten sich wie folgt:
|                       | Jan  | Feb  | Mär  | Apr  | Mai  | Jun  | Jul  | Aug  | Sep   | Okt  | Nov  | Dez  |   |      |
| Mittl. Tagesmax. (°C) | 20,5 | 22,3 | 25,8 | 28,9 | 31,0 | 32,8 | 34,1 | 34,2 | 32,4  | 29,6 | 25,7 | 22,1 | ⌀ | 28,3 |
| Mittl. Tagesmin. (°C) | 9,9  | 11,4 | 15,1 | 19,2 | 22,2 | 23,8 | 24,3 | 24,1 | 22,9  | 18,9 | 15,0 | 11,3 | ⌀ | 18,2 |
|                       |      |      |      |      |      |      |      |      |       |      |      |      |   |      |
| Niederschlag (mm)     | 39,6 | 26,9 | 13,5 | 39,6 | 74,7 | 69,3 | 48,3 | 70,4 | 152,4 | 71,1 | 38,4 | 31,8 | Σ | 676  |
|                       |      |      |      |      |      |      |      |      |       |      |      |      |   |      |
| Sonnenstunden (h/d)   | 4,2  | 5,3  | 6,7  | 7,8  | 8,6  | 10,2 | 10,8 | 9,9  | 8,4   | 7,4  | 5,5  | 4,2  | ⌀ | 7,4  |
|                       |      |      |      |      |      |      |      |      |       |      |      |      |   |      |
| Regentage (d)         | 5,8  | 3,6  | 1,9  | 2,4  | 4,2  | 4,8  | 3,9  | 5,3  | 8,0   | 5,1  | 4,1  | 4,1  | Σ | 53,2 |
|                       |      |      |      |      |      |      |      |      |       |      |      |      |   |      |
| Wassertemperatur (°C) | 22   | 21   | 22   | 24   | 26   | 27   | 28   | 29   | 29    | 27   | 25   | 23   | ⌀ | 25,3 |
|                       |      |      |      |      |      |      |      |      |       |      |      |      |   |      |
| Luftfeuchtigkeit (%)  | 79   | 77   | 75   | 75   | 77   | 75   | 73   | 74   | 76    | 75   | 76   | 78   | ⌀ | 75,8 |

| 9,9 |

| 11,4 |

| 15,1 |

| 19,2 |

| 22,2 |

| 23,8 |

| 24,3 |

| 24,1 |

| 22,9 |

| 18,9 |

| 15,0 |

| 11,3 |

| 9,9 |

| 11,4 |

| 15,1 |

| 19,2 |

| 22,2 |

| 23,8 |

| 24,3 |

| 24,1 |

| 22,9 |

| 18,9 |

| 15,0 |

| 11,3 |

## Geschichte

### Bis Ende des 19. Jahrhunderts

Ehemaliges Königreich von Neuspanien

Vor der Ankunft der Spanier in Mexiko lebten in der Golfküstenregion beidseits des Rio Grando unterschiedliche Indianerstämme – teils aus der Sprachgruppe der Coahuilteken, teils den Karankawa zugehörig, deren Stammesgebiet sich die Golfküste nordwärts bis zum heutigen Galveston erstreckte. Krankheitsbedingt hatte sich deren Zahl bereits im 17. Jahrhundert erheblich reduziert. 1638 schickte der Gouverneur von Léon eine erste Expedition in das Gebiet. Die Gruppe unter dem Anführer Jacinto García de Sepulveda hatte den Auftrag, die Region nördlich des Rio Grande zu erkunden. Genauere Vorstellungen über die lokalen Gegebenheiten lieferte die Expedition des Kolonisten Miguel de la Garza Falcón im Jahr 1747. 1765 wurde südlich des Rio Grande die Gemeinde San Juan de los Esteros gegründet – der Vorläufer der heutigen Grenzstadt Matamoros. Mit Hilfe von Landzuteilungen sowie finanziellen Förderungen versuchte das Vizekönigreich Neuspanien, weitere Siedler in die Region zu locken.

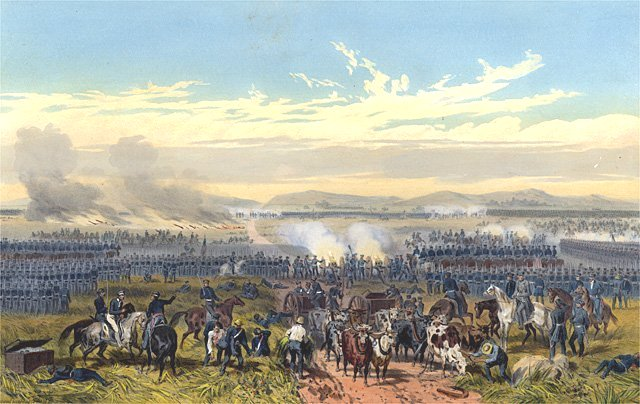
Schlacht von Palo Alto (1846)

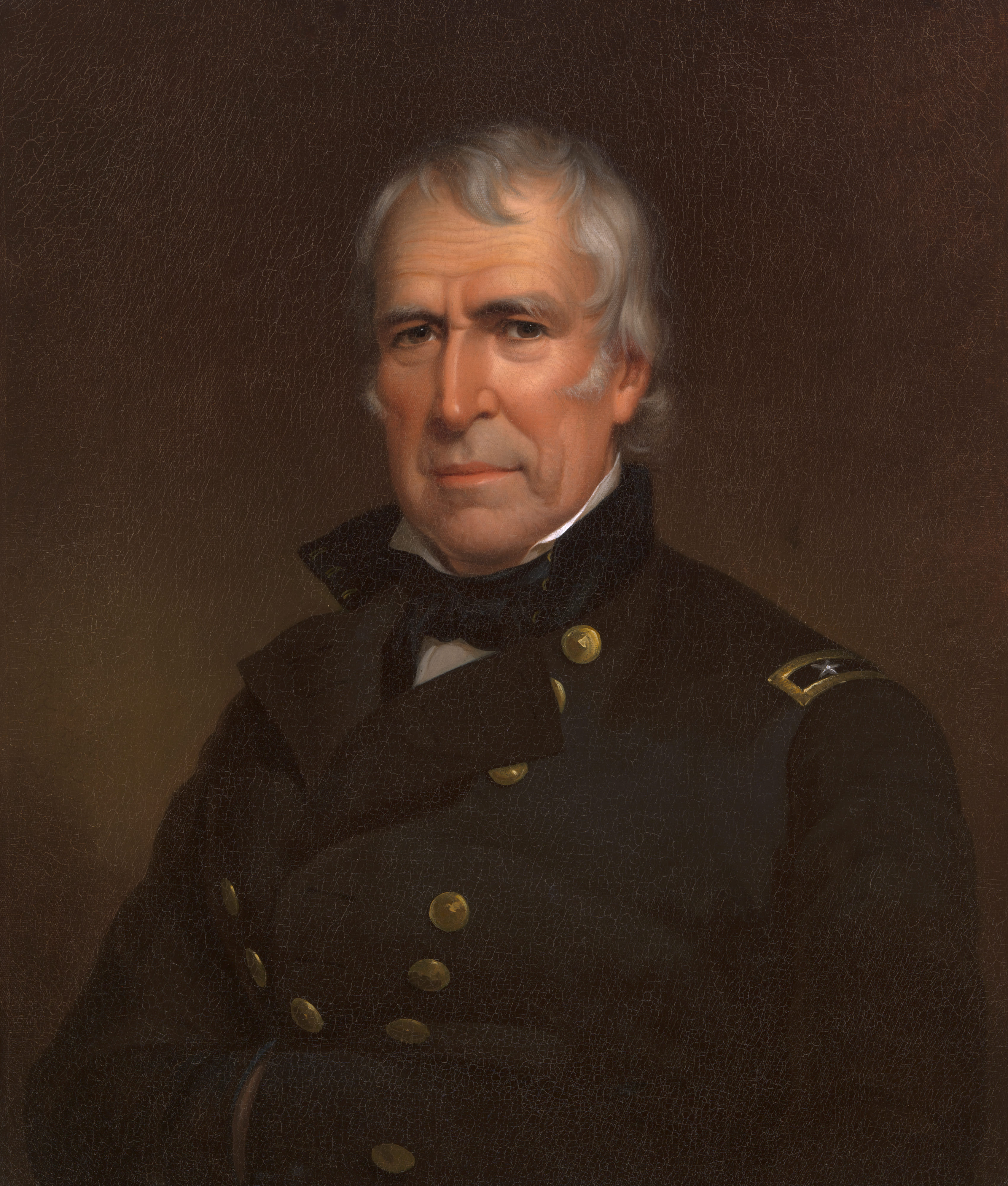
Zachary Taylor (1848)

Ungeachtet dessen war das Gebiet bis zum Ausbruch der Texanischen Revolution nur dünn besiedelt. Auch nach der Unterzeichnung des Vertrags von Velasco, in dem Mexiko die Unabhängigkeit der Republik Texas anerkannte, blieb die Oberherrschaft über das Gebiet nördlich des Rio Grande strittig. Bislang hatten mexikanische Ranch-Großgrundbesitzer das zum mexikanischen Bundesstaat Tamaulipas zählende Gebiet als Weideland genutzt. Aus diesem Grund beanspruchte Mexiko dort weiter die Oberherrschaft. Eine endgültige Klärung brachte erst der Mexikanisch-Amerikanische Krieg zwischen 1846 und 1848. Bereits im Januar 1846 marschierte eine Streitmacht unter dem Kommando von General Zachary Taylor in das umstrittene Territorium zwischen dem Nueces River und dem Rio Grande ein und errichtete gegenüber Matamoros einen Vorposten – Fort Texas. Im Verlauf des Krieges wurde das Fort in Fort Brown umbenannt. Während des Krieges war das Gebiet des späteren Countys Schauplatz dreier bewaffneter Zusammenstöße: dem Gefecht bei Las Rucias am 25. April 1846, der Schlacht bei Palo Alto (8. Mai 1846) und der Schlacht bei Resaca de la Palma (9. Mai 1846).

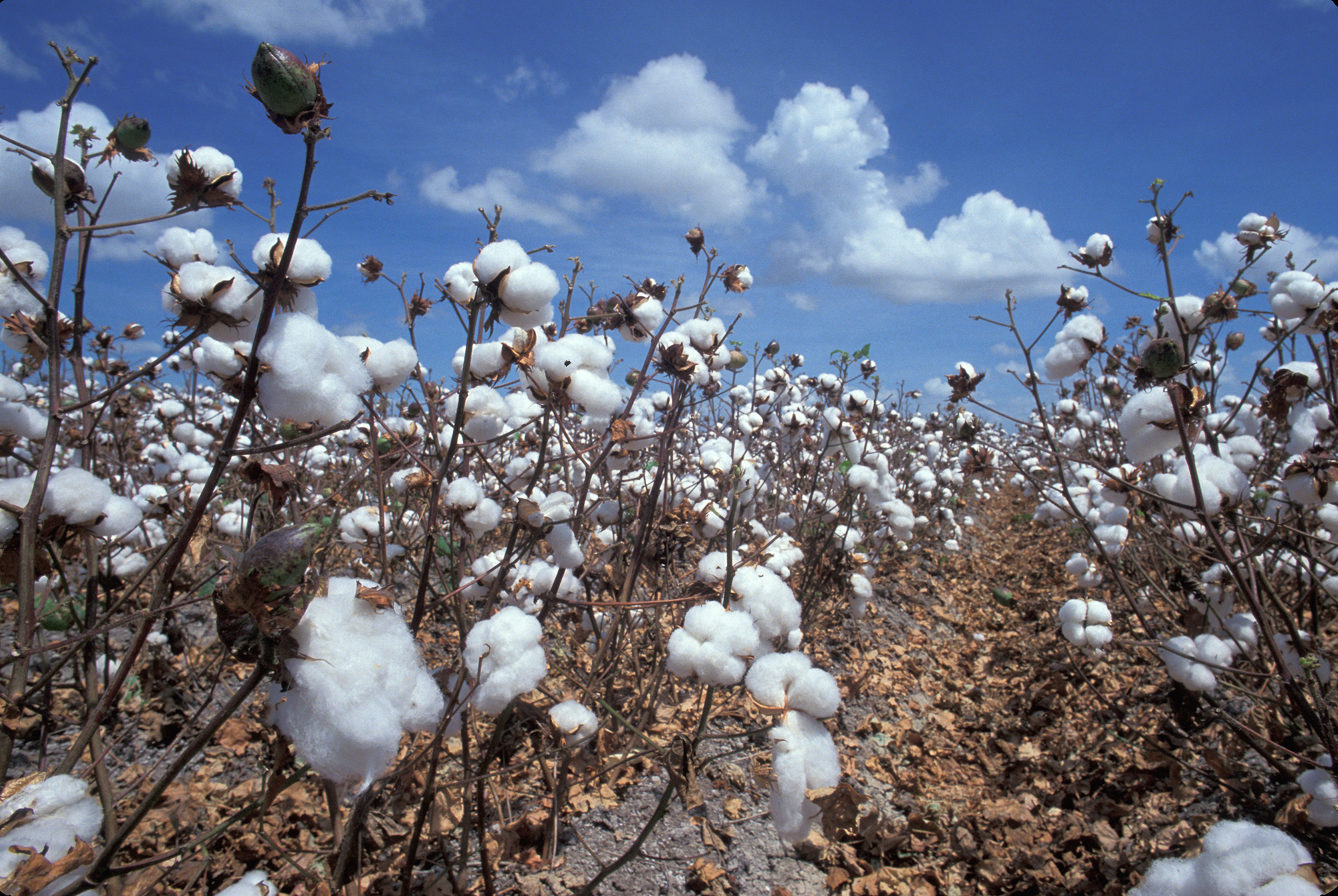
Baumwollfeld

Mit der Unterzeichnung des Vertrags von Guadalupe Hidalgo wurde das Gebiet Teil der USA. Nur wenige Tage später – am 8. Februar 1848 – erfolgte die Gründung des Cameron County. Benannt wurde es nach Ewen Cameron, einem Offizier in der Armee der Republik Texas. Erster Verwaltungssitz war die nahe Fort Brown gelegene Ortschaft Santa Rita. Nach einer erneuten Abstimmung im Dezember 1848 wurde jedoch das neugegründete, unmittelbar neben dem Fort gelegene Brownsville als County Seat bestimmt. Lagebedingt entwickelte sich vor allem der Handel in den ersten Jahren zur bestimmenden Kraft. Brownsville fungierte einerseits als Anlaufpunkt, um Schmuggelware über den Rio Grande zu bringen, andererseits als Stützpunkt zur Weiterverschiffung amerikanischer Güter den Fluss hinauf. Die kalifornischen Goldfunde von 1848 spülten weitere Siedler in die Region. Bis 1850 war die Einwohnerzahl des County auf 8.451 Personen angestiegen. Die frühe Geschichte des Landkreises war stark von Landstreitigkeiten bestimmt um das Territorium alteingesessener spanischer und mexikanischer Grundbesitzer. Die Rechtsstreitigkeiten um die Gültigkeit von Titeln zog sich bis weit in die zweite Hälfte des 19. Jahrhunderts.
Während des Amerikanischen Bürgerkriegs versuchte die Konföderation, sich die Lage des Countys zunutze zu machen, um die Seeblockade der Nordstaaten aufzubrechen. 1864 besetzten Bundestruppen kurzzeitig die Region; konföderierten Verbänden gelang es allerdings, sie wieder zu vertreiben. Im Mai 1865 wurde eine der letzten Landschlachten des Krieges auf dem Gebiet von Cameron County ausgetragen – die Schlacht von Palmito Ranch. Die wirtschaftliche Aufwärtsentwicklung stagnierte nach dem Ende des Krieges. Eine neue Eisenbahnlinie zwischen San Antonio und Laredo lenkte den Handel ab. Eine direkte Eisenbahnverbindung nach Norden wurde erst zu Anfang des 20. Jahrhunderts fertiggestellt – die 1904 in Betrieb genommene St. Louis, Brownsville und Mexico Railway. Die Wirtschaft basierte in den Nachkriegsjahrzehnten weiter auf Viehzucht – betrieben meist von relativ wohlhabenden Grundbesitzern. Als weiterer wichtiger Faktor kam die Landwirtschaft hinzu. Der zunächst vielversprechende Anbau von Mais, Baumwolle, Gemüse und Obst stagnierte in den 1880ern zwar zeitweilig, nahm aber im Zug neu erprobter Bewässerungssysteme erneut an Fahrt auf.
Die Beziehungen zwischen den beiden ethnischen Hauptgruppen – Weißen und Latinos – verliefen bis in die 1880er- und 1890er-Jahre weitgehend konfliktfrei. Ebenso wie im Rest des unteren Rio-Grande-Tals waren die beiden Bevölkerungsgruppen in etwa gleich stark. Interkulturelle Ehen waren weit verbreitet; ebenso die Angleichung kultureller Vorlieben. Die Eliten des Countys bestanden ebenfalls zu gleichen Teilen aus spanischsprechenden Mestizen und Anglos. Der Anschluss an das Eisenbahnnetz Richtung Norden im Jahr 1904 löste in der Folge jedoch Landspekulationsaktivitäten in großem Stil aus. Neuzuzügler aus dem Norden – teils mit Sonderzügen herbeigebracht – kauften billiges Land auf. Ein Effekt war die Kommerzialisierung der Landwirtschaft mittels neuer ausgedehnter Bewässerungssysteme, Straßen sowie der Nutzung von LKWs. Der wirtschaftliche Wandel veränderte auch das bestehende gesellschaftliche Gefüge. Während das Klima vor 1900 von Angleichung sowie gegenseitigem Respekt geprägt war, brachten die neuen Ansiedler aus dem Mittleren Westen und Norden separatistische, abgrenzende Verhaltensformen mit in den Süden. Viele der Neuankömmlinge sahen ihre mexikanischen Nachbarn als rassisch minderwertig an. De-facto-Segregation – getrennte Kirchen, Schulen und Restaurants für Hispanics und Angloamerikaner – setzte sich in immer breiterem Ausmaß durch.

### 20. und 21. Jahrhundert

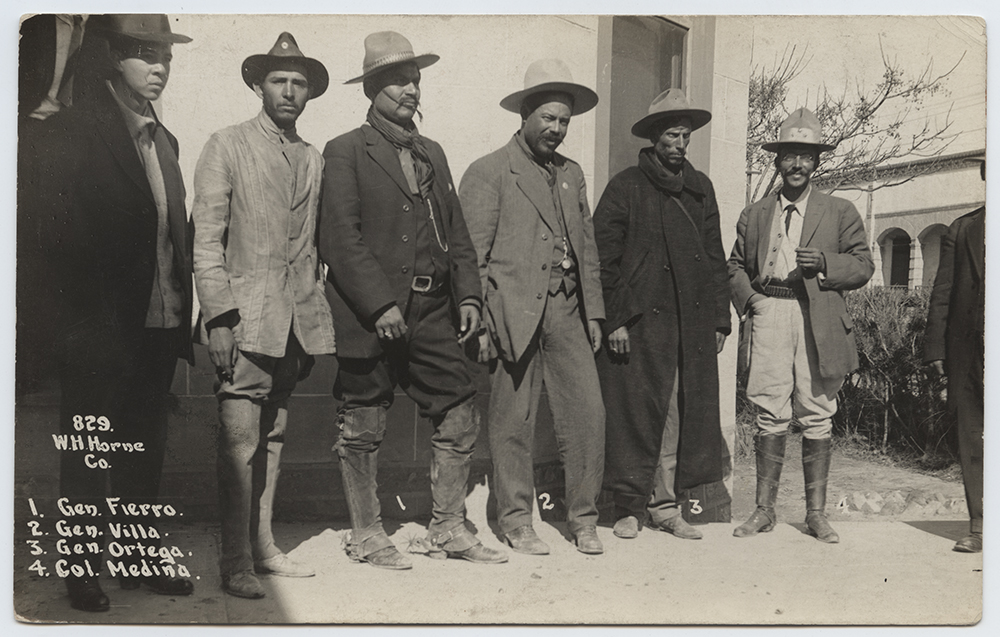
Pancho Villa, Mitte der 1910er (vierter von links)

Ehemaliges Cameron County Courthouse (1979)

Verstärkt wurden die Spannungen zwischen den beiden Hauptethnien unter anderem auch durch das aggressive Vorgehen von Viehzüchtern und Texas-Rangers-Einheiten gegen den Viehdiebstahl entlang der Grenze. Unter dem Kommando von Leander H. McNelly hatten die Texas Rangers bereits in den 1870ern eine Spezialeinheit im Cameron County stationiert. Die in der Folge etablierte Praxis, Banditen über die mexikanische Grenze hinaus zu verfolgen, belastete das Verhältnis zwischen den beiden Staaten nicht unerheblich. Die Mexikanische Revolution sowie die von der Regierung Wilson verfolgte Politik der Nichtanerkennung sowie Stärke-Demonstration verschärfte die angespannte Situation zusätzlich. 1913 stationierte Wilson eine große Streitmacht entlang der Grenze. Am 24. Februar 1913 eskalierte die Lage bei Brownsville in Form kleinerer Grenzgefechte. Im April 1915 startete vom nahe der Stadt gelegenen Armeestützpunkt Fort Brown ein Erkundungsflug mit dem Ziel, Erkenntnisse über die Stärke der Verbände des nordmexikanischen Revolutionsführers Pancho Villa zu gewinnen. Im Oktober 1915 zerstörten Banditen die Bahngleise nördlich von Brownsville, brachten einen Zug zum Entgleisen, raubten die Passagiere aus und töteten einen Soldaten sowie zwei Fahrgäste. 1916 startete General John Pershing eine großangelegte Strafexpedition gegen die Verbände von Pancho Villa. In einer Stärke von 10.000 Mann rückten amerikanische Verbände auf mexikanisches Gebiet vor. Das gesteckte Ziel – die Ausschaltung von Villa – erreichte die Expedition allerdings nicht. Aufgrund der Lage in Europa sowie der finanziellen Belastungen ordnete Präsident Wilson 1917 das Ende der militärischen Aktivitäten an. Kleinere Scharmützel mit mexikanischen Irregulären fanden allerdings bis 1919 statt.
Der über ein Jahrzehnt währende Bürgerkrieg in Mexiko sowie die zahlreichen Kriegsflüchtlinge veränderten auch die Bevölkerungszusammensetzung im Cameron County. Die Einwohneranzahl, die im Jahr 1900 um die 16.000 betrug, schnellte nach oben und verdoppelte sich von 1920 bis 1930 von über 36.000 auf über 77.000. Im Zuge der gesellschaftlichen Verwerfungen nach der Jahrhundertwende hatte sich auch die tonangebende Elite im Cameron County verändert. Das von dem Demokraten James B. Wells etablierte paternalistische System, welches auf Interessensausgleich basierte, wurde ersetzt durch eine neue, großteils ortsfremde Elite, welche sich mit der gewachsenen Kultur innerhalb der Region wenig identifizierte. Während der Prohibitionszeit avancierte Brownsville zu einem beliebten Einfuhrhafen für illegal ins Land gebrachten Alkohol. Zusätzlich wurde die Stadt Anlaufpunkt für Touristen, welche das Alkoholverbot durch Ausflüge in das mexikanische Matamoros umgingen. Die Große Depression verlangsamte das wirtschaftliche Wachstum zwar erneut. Der 1936 fertiggestellte Hafen von Brownsville sowie die Ausweitung der Anbauflächen für kommerzielle Landwirtschaft federten die Auswirkungen der Wirtschaftskrise jedoch ab. Zwischen 1920 und 1930 wuchs die Zahl der Farmen in Cameron County von 1.507 auf 2.936; 1940 belief sich ihre Anzahl auf 3.243.
Während des Zweiten Weltkriegs war Cameron County ein wichtiges Nahrungsproduktions- und -exportzentrum. In den Nachkriegsjahren expandierte die Landwirtschaft weiter. Trotz Rückgangs der Betriebsanzahl stieg das Produktionsvolumen weiter. Als ein weiterer Wirtschaftsfaktor kam die Gewinnung fossiler Energien hinzu. Die letzten Spuren der Rassentrennung wurden mit der Schließung von separaten Schulen für Kinder von Wanderarbeitern in den 1970er Jahren beseitigt. Der spätere Zustrom von Flüchtlingen aus Mittel- und Südamerika verstärkte allerdings erneut die Spannungen in der Region. Besonders ausgeprägt war das Flüchtlingsproblem in Harlingen, wo 1988 und Anfang 1989 mehrere hundert Flüchtlinge in einem heruntergekommenen Hotelgebäude und auf der Straße lebten. Viele arme Hispanics – besonders Neuankömmlinge aus Mexiko und Zentralamerika – leben in ethnischen Enklaven und Elendsvierteln, von denen viele nicht über Strom und fließendes Wasser verfügen. Ein zusätzliches Problem war der Umstand, dass die mexikanischen Drogenkartelle auch in der Grenzregion Brownsville-Matamoros zunehmende Aktivitäten entfalteten. Anlässlich einer sechsstündigen Schießerei zwischen Angehörigen des Golf-Kartells und mexikanischem Militär schlossen die US-Behörden im November 2010 kurzzeitig die Grenze. Für Aufmerksamkeit hatte auch ein Leichenfund im Sommer des gleichen Jahres gesorgt. Südlich der Grenze fand die Polizei 15 Leichen. Die zuvor Gefolterten waren mit dem Buchstaben „Z“ drapiert – ein Hinweis auf die Täterschaft der Zetas, einem als besonders brutal geltenden Ableger des Golf-Kartells.
Probleme im Alltag bereiten auch die Grenzanlagen – vor allem für die unmittelbaren Anlieger. 180 Kilometer der bislang 1000 Kilometer langen und ein Drittel des Grenzverlaufs zu Mexiko abdeckenden Mauer liegen in Texas. Die Pläne von US-Präsident Trump, die Grenzanlagen erheblich auszubauen, werden von den Grenzanwohnern in der Region Brownsville eher in resignierender Form hingenommen.

## Demografie und Politik

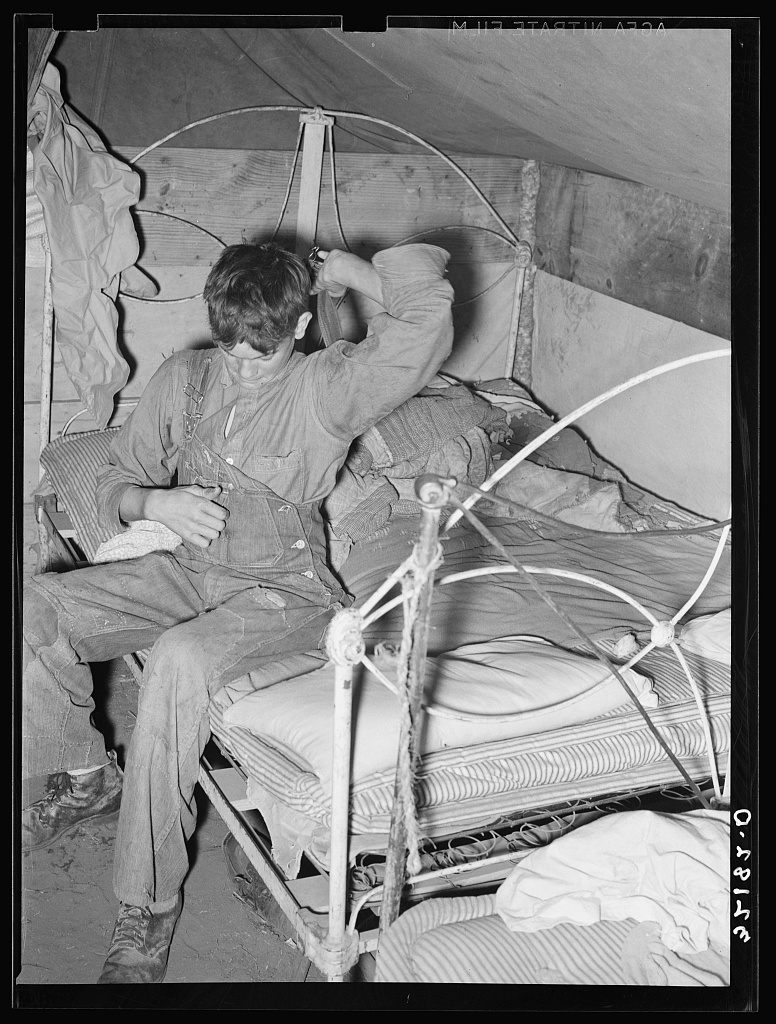
Sohn eines Wanderarbeiters (1939)

Noch im Jahr 1860 lag die Einwohneranzahl im nur vierstelligen Bereich, um 1900 bei ungefähr 16.000. Bedingt unter anderem durch die Fluchtbewegungen während und nach der Mexikanischen Revolution verdoppelte sie sich von 1920 bis 1930 – von rund 36.000 auf rund 77.000. Ein weiterer signifikanter Anstieg fand in den Jahrzehnten während und nach dem Zweiten Weltkrieg statt. Unterbrochen lediglich von einem kurzen Zurückgang in den 1960ern, stieg sie von rund 125.000 im Jahr 1950 auf über 400.000 im Jahr 2010. Die Wachstumsraten seit den 1980ern gehen laut dem Handbuch für Texas Online auf den verstärkten Zuzug von Rentnern zurück. In einem Ranking der beliebtesten Ruhestandssitze, so der Handbook-Artikel, rangierte das County auf Platz sieben.
Laut Zensus aus dem Jahr 2016 betrug die Einwohnerzahl des County 418.785 Personen. 202.517 davon waren männlich, 216.268 weiblich. 286.191 Einwohner waren älter als 18 Jahre, 132.594 Einwohner Kinder oder Jugendliche, 51.812 Einwohner älter als 65 Jahre. Der ermittelte Altersmedian von 31,3 Jahren liegt deutlich unter demjenigen der Vereinigten Staaten insgesamt (37,7 Jahre) und fast 3 Jahre unter dem für Gesamt-Texas (34,2 Jahre). Stärkste Bevölkerungsgruppe sind die Lateinamerikaner: Unabhängig von der Frage zur Zensus-Deklaration Race bezeichneten sich 372.685 Einwohner oder 89 % als Hispanic oder Latino. Die überwiegende Mehrheit klassifizierte sich als Mexikaner; rund 12.000 gaben eine andere Herkunft an. Mit 40.622 oder 9,7 % sind Weiße die zweitstärkste Bevölkerungsgruppe. 2.580 oder 0,6 % waren asiatischer Herkunft, 1.597 oder 0,4 % Afroamerikaner, 371 oder 0,1 % klassifizierten ihre ethnische Zugehörigkeit als nordamerikanische Indianer. 767 oder 0,2 % gaben an, zwei oder mehr Ethnien angezugehören.
Laut Quickfacts-Infos auf census.gov betrug das Medianeinkommen pro Haushalt 34.578 US-Dollar (USD). Im Vergleich lag es damit deutlich unter dem des Bundesstaates Texas (51.900 US-Dollar) sowie der USA insgesamt (53.000 US-Dollar). Als Personen, die in Armut leben, wies der Zensus 29,1 % aus, als Personen ohne Krankenversicherung 28,6 %. Auch diese Werte lagen deutlich über den US-weiten sowie bundesstaatlichen Vergleichswerten (12,7 % und 11,7 % beziehungsweise 15,6 % und 19,3 %). Die Ergebnisse zu ethnischer Zusammensetzung, Median-Haushaltseinkommen und anderen Indikatoren weichen in den kleineren Einheiten Stadt und Town zum Teil signifikant vom Gesamtergebnis ab. Die Bevölkerung der nordöstlich von Brownsville gelegenen Siedlung Bayview etwa ist zu fast dreiviertel weiß, im technischen Sektor sowie im Management-Bereich beschäftigt und verfügt über ein Haushalts-Medianeinkommen oberhalb des US-Durchschnitts. Die Einwohnerschaft der vom Tourismus geprägten Ortschaft South Padre Island hat einen Altersmedian von 60 Jahren. Cameron Park, eine selbständige Enklave im Stadtgebiet von Brownsville, wird zu fast 95 % von Hispanics bewohnt. Das Median-Haushaltseinkommen liegt bei 25.300 USD, der Median-Altersdurchschnitt bei 25,6 Jahren.
Ebenso wie Südtexas insgesamt sowie das Rio Grande Valley im Besonderen ist auch das Cameron County eine traditionelle Hochburg der Demokratischen Partei. Mit Ausnahme der Wahlen 1848, 1896, 1952, 1956, 1972 und 1988 gingen demokratische Präsidentschaftskandidaten stets als Sieger hervor. Dies gilt auch für die 2016: Während Donald Trump den Bundesstaat mit einer klaren Mehrheit von 52 % (gegenüber 43 % für Hillary Clinton) gewann, stimmten in Cameron County 64,5 % für Clinton und lediglich 32 % für Trump. Obwohl die Republikaner bei landes- und staatsweiten Wahlen seit den 1970ern zulegen konnten, liegen die Demokraten weiter vorn. Speziell gilt dies bei kommunalen Wahlen, wo die Partei das Ende der Wells-Ära in den 1920er Jahren gut verkraftet hat und weiterhin beständig präsent ist.

## Wirtschaft und Bildung

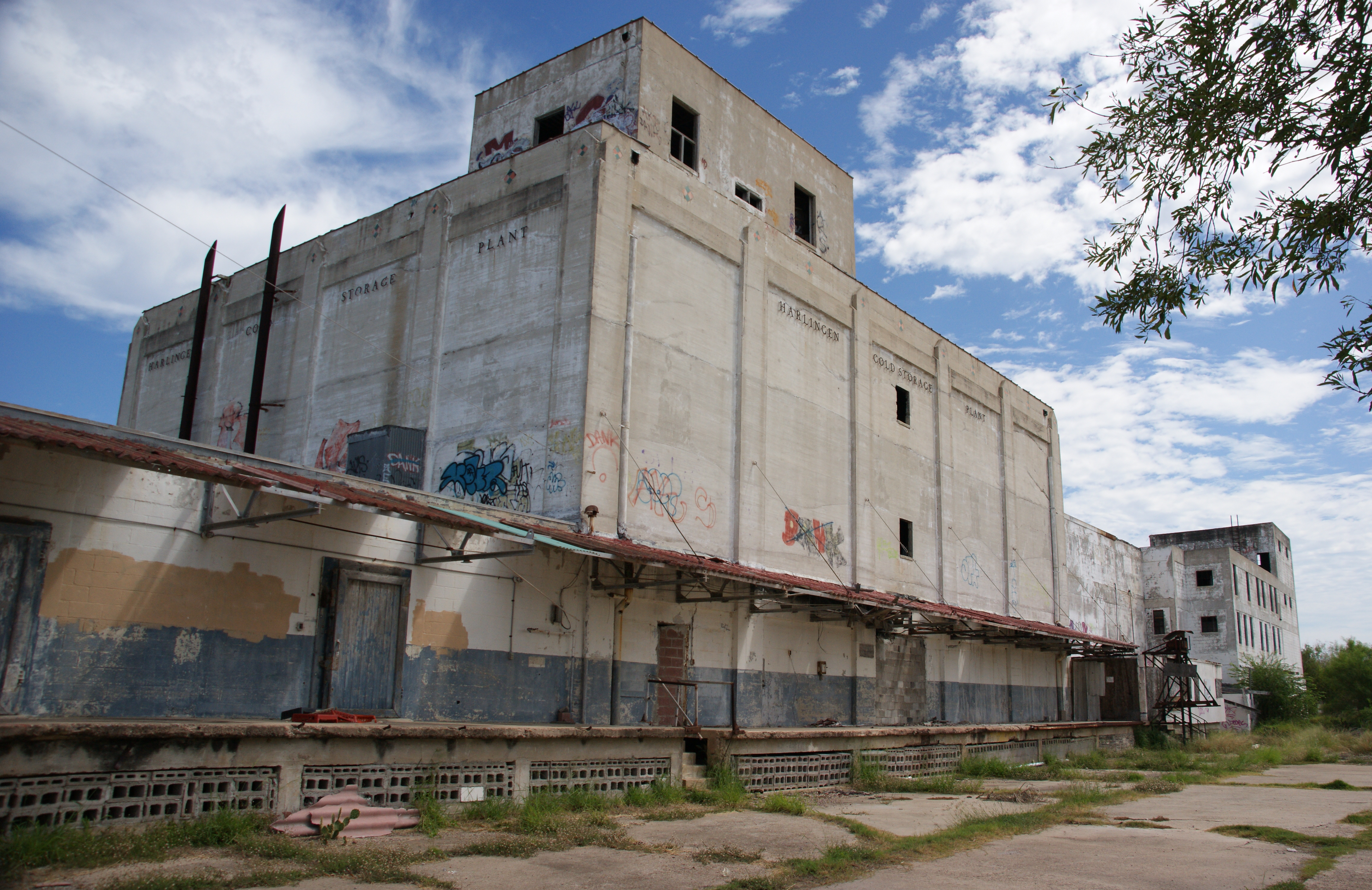
Kühlhaus in Harlingen

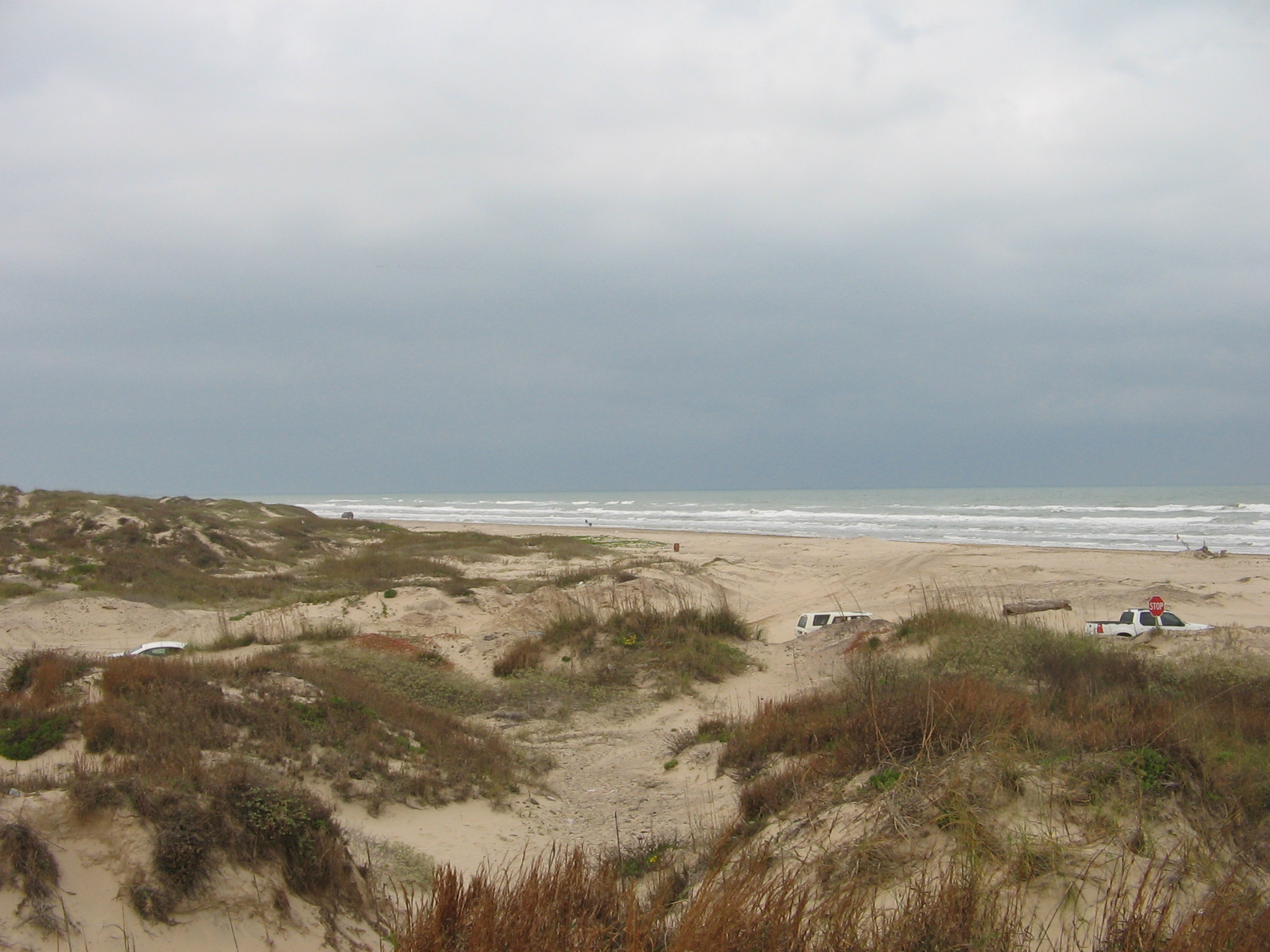
Tourismus: Sanddünen bei Boca Chica

Dank verbesserter Bewässerungsanlagen ist die Landwirtschaft nach wie vor ein bestimmender Wirtschaftsfaktor im County. Die landwirtschaftlich Produktpalette umfasst unter anderem: Mais, Zuckerrohr, Heu, Sojabohnen, Zwiebeln, Kohl, Karotten, Melonen, Paprika, Gurken, Tomaten, Grapefruits, Orangen und Pekannüsse. Rinder- und Schweinezucht kommen als ergänzende Sektoren hinzu. Ein großer Teil des nichtlandwirtschaftlichen Einkommens kommt aus der Weiterverarbeitung von Obst und Gemüse sowie Fischerei-Produkten. Hinzu kommen Leichtindustrie sowie die Förderung von Erdöl und Erdgas. Ein weiterer Faktor – vor allem in den küstennahen Ortschaften und Städten – ist der Tourismus. Angezogen vom milden Klima sowie den vergleichsweise niedrigen Lebenshaltungskosten, kommen speziell in den Wintermonaten Tausende von Besuchern. Die Grenzmetropole Brownsville dient darüber hinaus aus „Tor zu Mexiko“ für Touristen und Käufer.
Die ersten Schulen im Gebiet des County wurden bereits vor dem Bürgerkrieg gegründet. Eine der ersten war das 1852 von Melinda Ranklin gegründete Rio Grande Female Institute. Andere frühe Schulen waren die von katholischen Nonnen gegründete Mädchenschule Villa María und das Pendant für Jungen, die St. Joseph’s Academy. Bis 1904 war die Anzahl der Schulen im County auf 59 angewachsen. Da für die Schulen von Hispanics gemeinhin weniger Geld ausgegeben wurde, war die Bildungsqualität dort im Allgemeinen schlechter. In den frühen 1990er-Jahren waren im County elf Schulbezirke präsent mit 60 Grundschulen, dreizehn Mittelschulen, elf Oberschulen und drei Sonderschulen. Hinzu kamen unterschiedliche Privatschulen mit insgesamt rund 4000 Schülern. Als Einrichtungen mit College-Status hinzu kommt ein Ableger der in Edinburg im benachbarten Hidalgo County ansässigen University of Texas-Pan American in Brownsville hinzu und das Texas State Technical Institute in Harlingen. Trotz der im County vorhandenen Einrichtungen galt das Bildungsniveau noch in den 1990er-Jahren als relativ niedrig – weswegen viele besser ausgebildete junge Menschen aus dem Gebiet wegzogen.

## Sehenswürdigkeiten und Kultur

Leuchtturm von Port Isabel (1933)

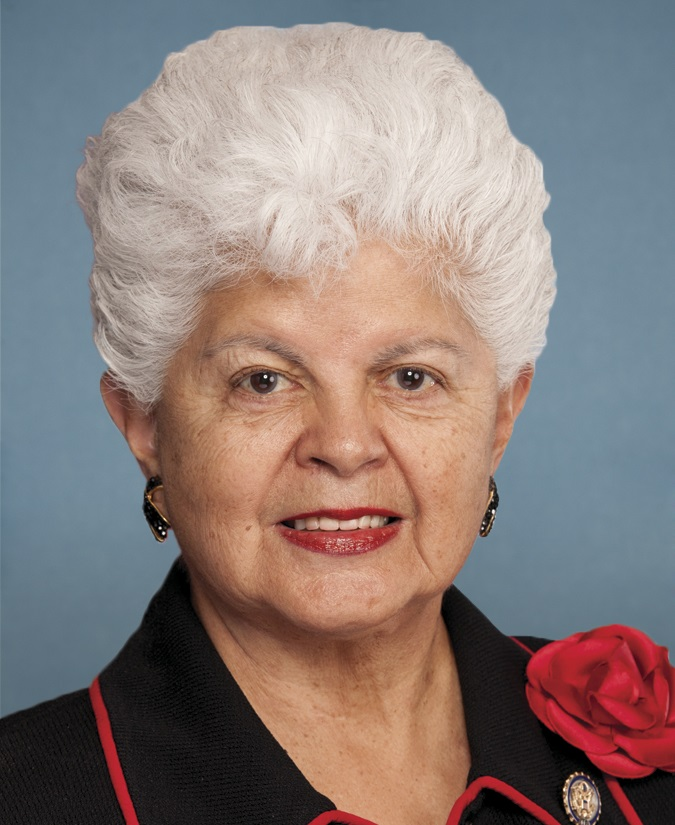
Grace Napolitano (2013)

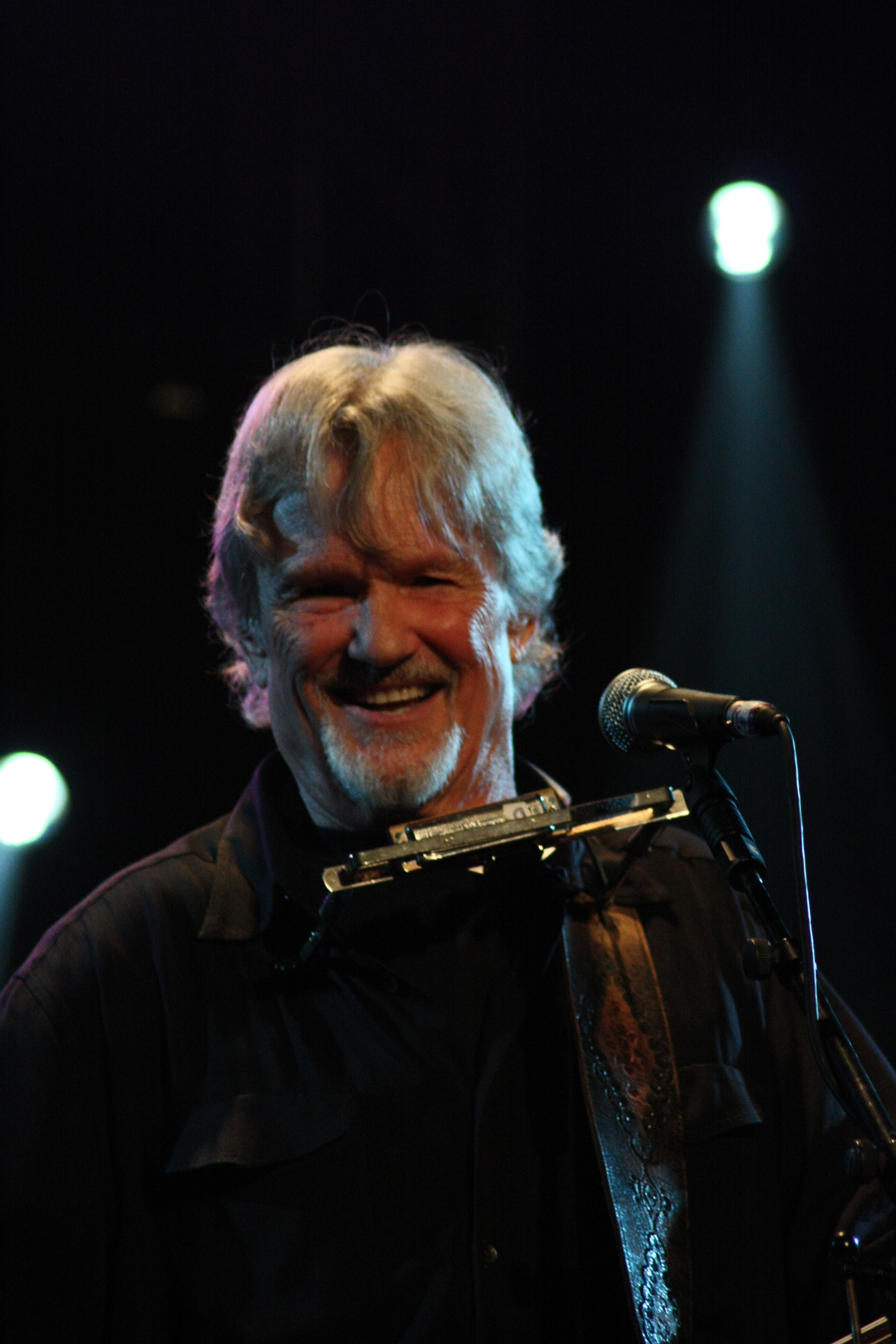
Kris Kristofferson (2010)

Im Verwaltungssitz Brownsville sowie im County findet sich ein breites Spektrum unterschiedlicher Sehenswürdigkeiten, Erholungsstätten und Kulturangebote. Die wichtigsten sind:
- Unterschiedliche Schutzgebiete für Natur- und Landschaft wie zum Beispiel der Resaca De La Palma State Park zwischen Brownsville und Rancho Viejo, das South Padre Island Birding and Nature Center und Padre Island National Seashore sowie der Brazos Island State Park auf Padre Island, der Hugh Ramsey Nature Park in Harlingen, das Laguna Atascosa National Wildlife Refuge in Rio Hondo, das Las Palomas Wildlife Management Area im Rio-Grande-Valley und der Boca Chica State Park nördlich der Rio-Grande-Einmündung ins Meer.
- South Padre Island Dolphin Research & Sealife Nature Center, ein Delphin-Refugium sowie ein auf Meerestiere spezialisiertes Center in Port Isabel.
- der Gravity Park – ein Vergnügungspark auf Padre Island.
- der Gladys Porter Zoo in Brownsville.
- Palo Alto Battlefield National Historical Park – eine Gedenkanlage zur Erinnerung an die Schlacht von Palo Alto.
- Golfplätze: der Rancho Viejo Country Club in Rancho Viejo und der South Padre Island Golf Club auf der gleichnamigen Insel.
- Museen: In Brownsville beheimatet sind die beiden Einrichtungen Historic Brownsville Museum, das Children’s Museum of Brownsville, das Brownsville Heritage Museum und das Stillman House Museum. Das Historic Brownsville Museum ist im ehemaligen Depot der Southern Pacific Railroad untergebracht, einem 1952 stillgelegten und im spanischen Kolonialstil errichteten Funktionsbau.[19] In Harlingen, einer durch ihre Vergangenheit als Armeestützpunkt geprägten Stadt, befinden sich das Arts & Heritage Museum, das Performing Arts Theater, das Iwo Jima Memorial Museum und das Iwo Jima Memorial Monument.
- Theater: In Brownsville zu finden sind: das Jacob Brown Auditorium, The Arts Center und das Camille Lightner Playhouse.
- Festivals und Paraden: Im Oktober findet in Brownsville jährlich das Latin Jazz Festival statt. Am 4. Juli veranstaltet die Stadt eine Parade zum Unabhängigkeitstag.
- Die Einträge im National Register of Historic Places sind vor allem in der Bezirkshauptstadt Brownsville konzentriert. Das Register führt für die Stadt 22 Einträge auf – darunter das nicht mehr genutzte Cameron Court House sowie die Stätte des ehemaligen Fort Brown. Als Historic Place aufgeführt ist dort unter anderem auch der Leuchtturm von Port Isabel.
- Im Cameron County liegen vier Stätten, die den Status einer National Historic Landmark haben: Fort Brown, Palmito Ranch Battlefield, Palo Alto Battlefield und Resaca de la Palma Battlefield.[20]

Die bekannten Persönlichkeiten aus dem County kommen fast ausnahmslos aus Brownsville. Hierzu gehören unter anderem: die langjährige demokratische Kongressabgeordnete Grace Napolitano (die ihre politische Karriere allerdings in Kalifornien absolvierte), der Science-Fiction-Schriftsteller Bruce Sterling und der Country-Musiker Kris Kristofferson. Nicht aus dem County stammt der im US-Staat Michigan geborene Rock-’n’-Roll-Musiker Bill Haley. Allerdings verbrachte Haley seinen Lebensabend auf seinem Anwesen in Harlingen – wo er 1977 hin zog und am 9. Februar 1981 verstarb.

## Sonstiges
Cameron County ist Heimat des größten Teils der US-amerikanischen Ozelot-Population. Dabei handelt es sich um die Unterart L. p. albescens, die nur im südlichen Texas und im nordöstlichen Mexiko vorkommt und deren Gesamtpopulation auf weniger als 250 Tiere geschätzt wird. Verkehrsunfälle stellen heute die Hauptbedrohung dieser Unterart dar. Als Schutzmaßnahmen werden unter anderem im Cameron County die Uferböschungen entlang von Bewässerungsgräben nicht mehr gemäht. Das erhöht zwar die Wartungs- und Bestandserhaltskosten an diesen Wassergräben. Für die Ozelote sollen hierdurch aber wesentliche Wildwechsel geschaffen werden.

## Orte im Cameron County
Das Cameron County ist in 18 Gemeinden unterteilt, davon 8 Citys, 9 Towns und eine Village. Zu Statistikzwecken führt das U.S. Census Bureau 34 Census-designated places. Diese besitzen keine Selbstverwaltung.
Cities
| - Brownsville - Harlingen - La Feria | - Los Fresnos - Palm Village - Port Isabel | - Rio Hondo - San Benito - Starbase |

Towns
| - Bayview - Combes - Indian Lake | - Laguna Vista - Los Indios - Primera | - Rancho Viejo - Santa Rosa - South Padre Island |

Village
| - Rangerville |

Census-designated places (CDP)
| - Arroyo Colorado Estates - Arroyo Gardens - Bixby - Bluetown - Cameron Park - Chula Vista | - Del Mar Heights - El Camino Angosto - Encantada-Ranchito-El Calaboz - Grand Acres - Green Valley Farms - Iglesia Antigua | - Juarez - La Feria North - La Paloma - La Tina Ranch - Lago - Laguna Heights | - Las Palmas II - Lasana - Laureles - Lozano - Olmito - Orason | - Ratamosa - Reid Hope King - San Pedro - Santa Maria - Solis - South Point | - Tierra Bonita - Villa del Sol - Villa Pancho - Yznaga |

Unincorporated Communitys
| - Arroyo City - Boca Chica Village |

Ghost Town
| - Santa Rita |

## Galerie

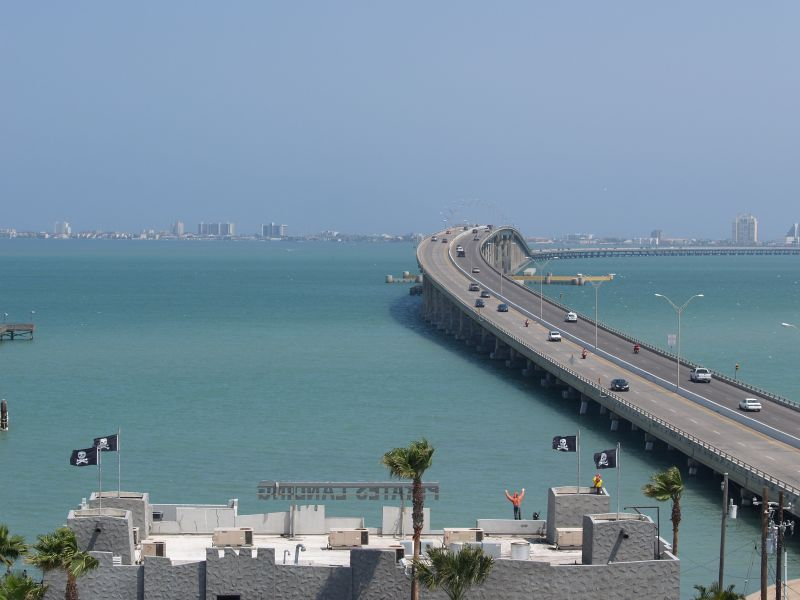
Verbindung zwischen dem Festland und der Barriereinsel South Padre Island
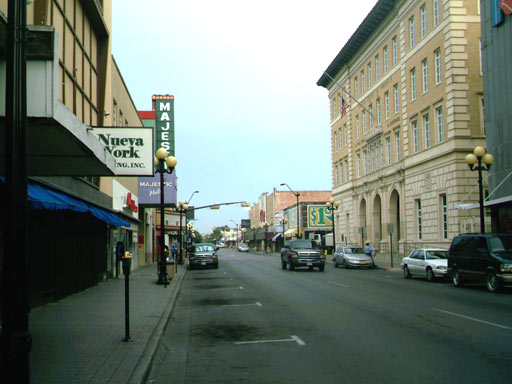
Innenstadt von Brownsville
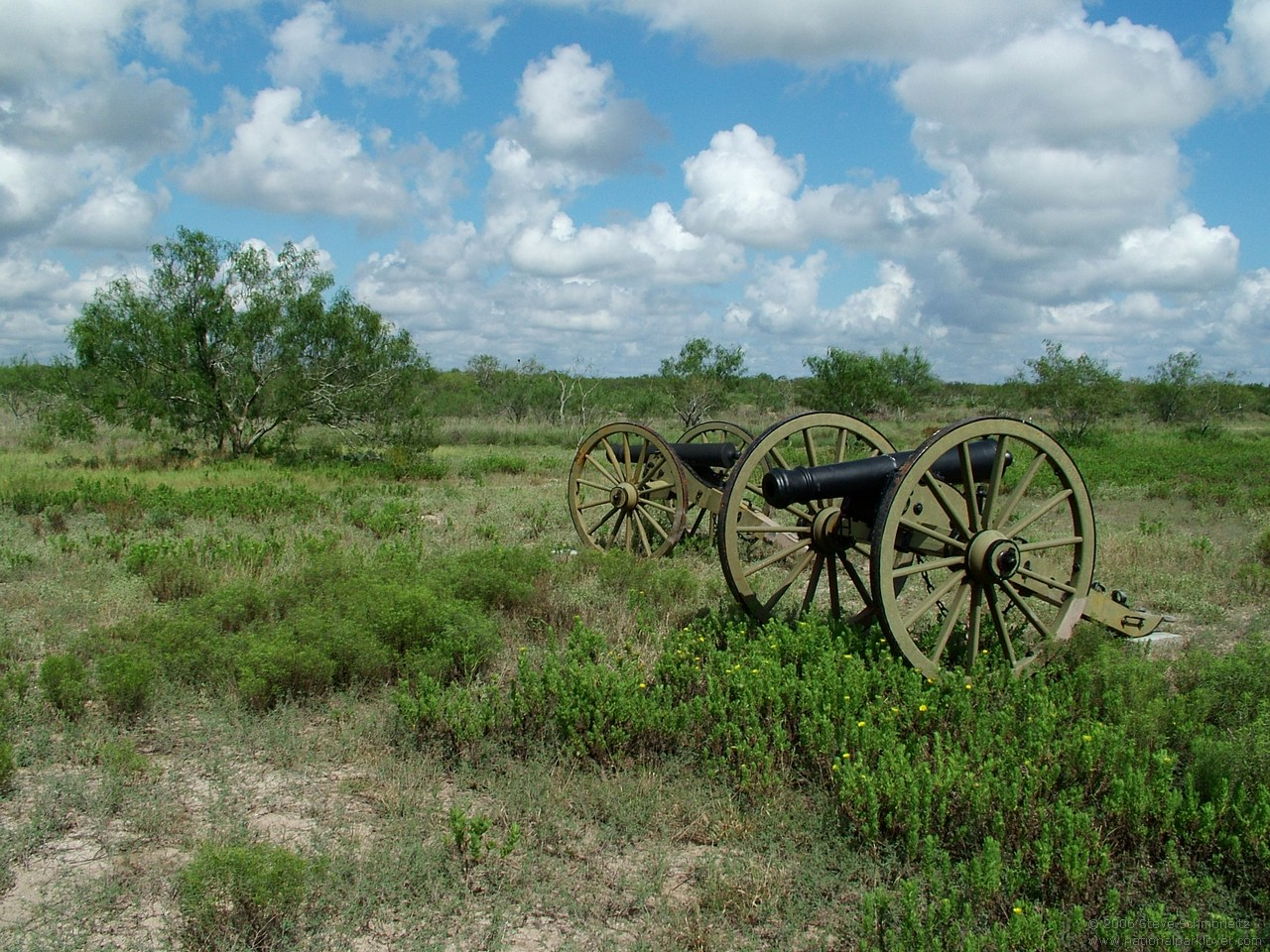
Palo-Alto-Erinnerungspark
Küche in Brownsville (circa 1933)
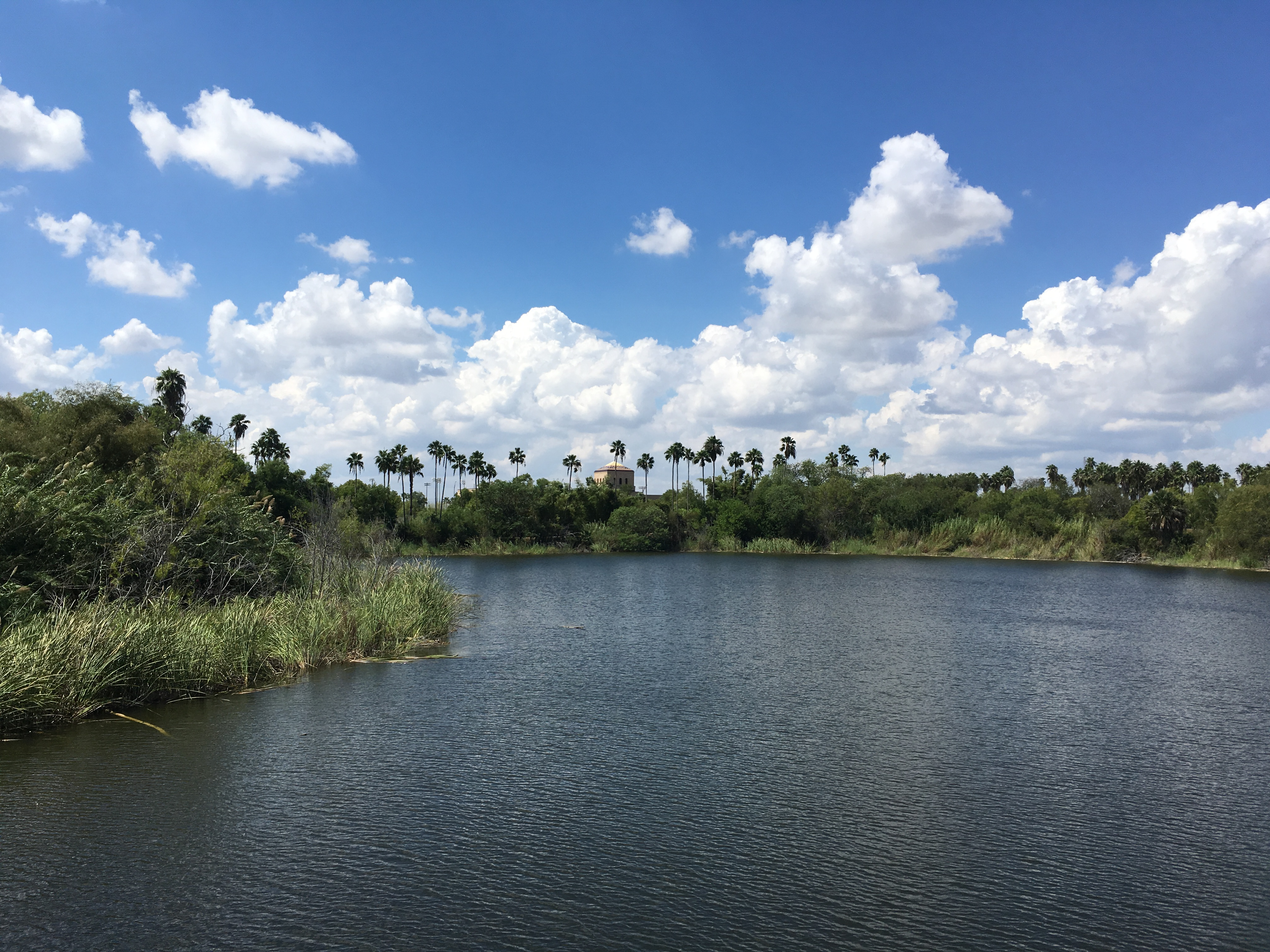
Deltalandschaft nahe Brownsville
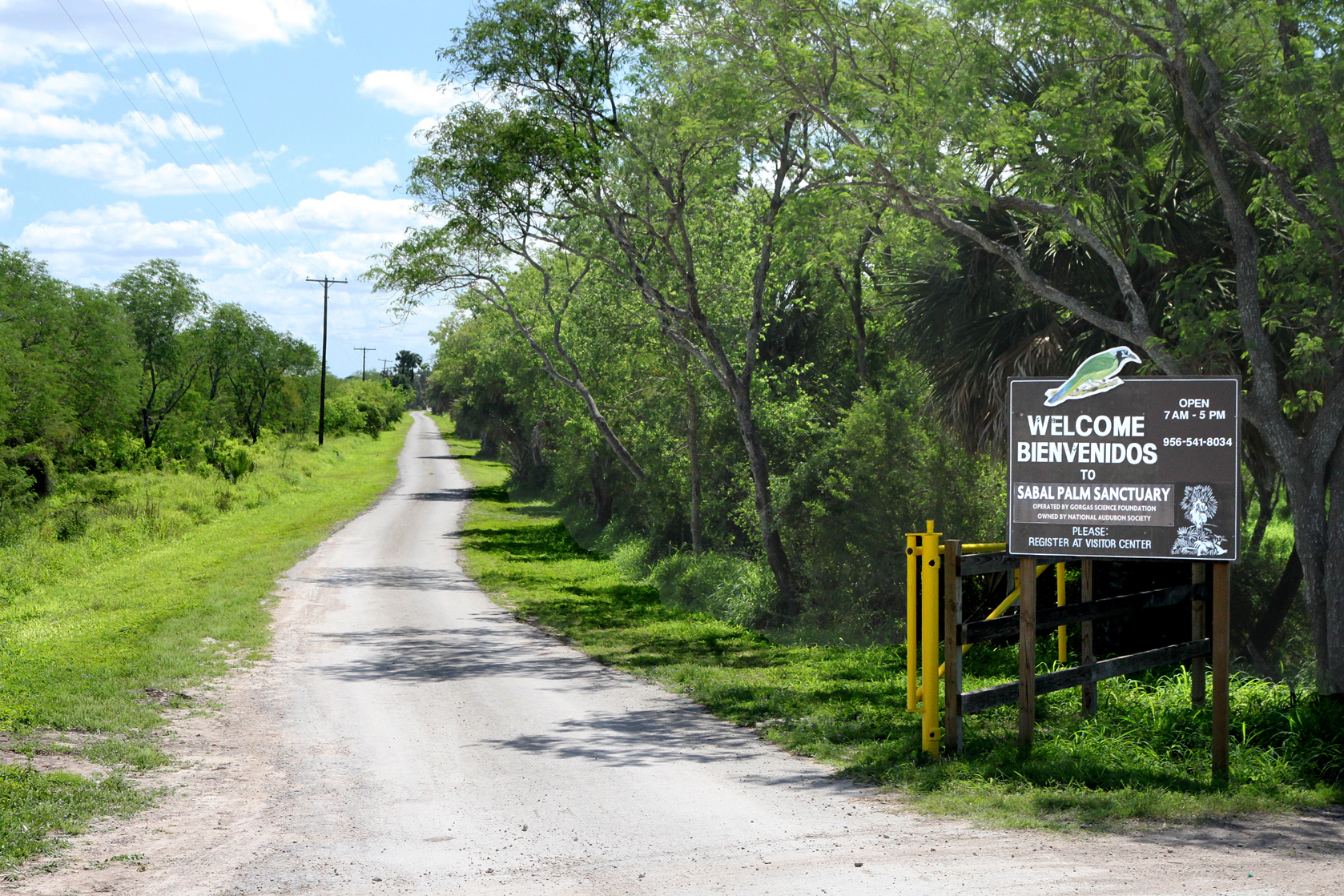
Naturschutzgebiet Sabal Palm
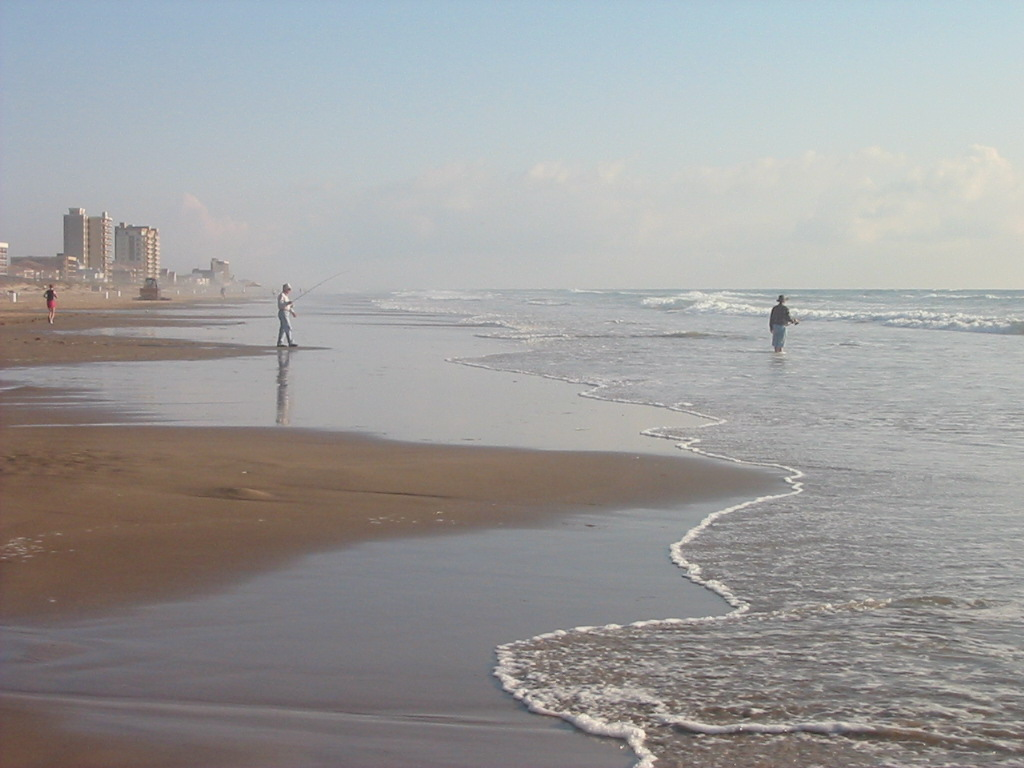
Strand bei South Padre Island
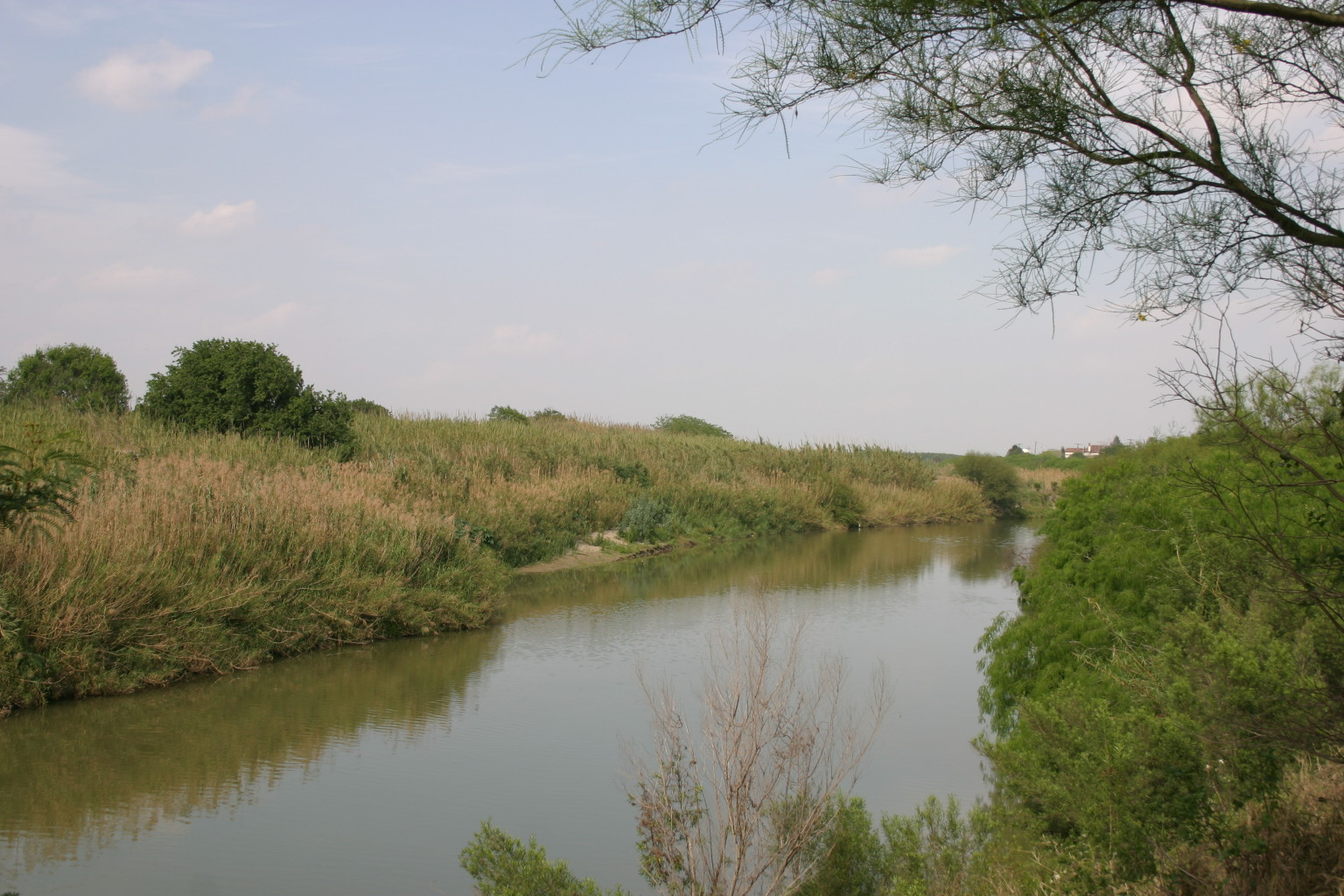
Rio Grande zwischen Matamoros und Brownsville
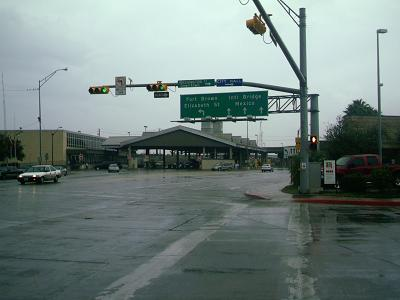
Gateway International Bridge in Brownsville